# شوريك (خوي)
شوريك هي قرية في مقاطعة خوي، إيران. عدد سكان هذه القرية هو 354 في سنة 2006.